# Corrie Winkel
Kornelia "Corrie" Winkel, född 26 februari 1944 i Groningen, är en nederländsk före detta simmare.
Winkel blev olympisk silvermedaljör på 4 x 100 meter medley vid sommarspelen 1964 i Tokyo.